# Воскресенский монастырь (Торжок)
Воскресенский монастырь — православный женский монастырь в городе Торжке Тверской области России, расположен на левом берегу Тверцы вблизи автомобильного и пешеходного мостов.
Воскресенский монастырь, 2 класса, общежительный, был основан в XVI веке. 1584 год — первое упоминание Воскресенского женского монастыря.
В 1702 году был построен первый каменный храм в монастыре (при настоятельнице Софии), простоявший до 1796 года.
Новый монастырский соборный храм Воскресения построен в 1796 году и сохранился до наших дней. Здесь замечательна икона Воскресения Христова древнего письма, пожертвованная монастырю инокиней царицей Марфой Ивановной, матерью царя Михаила Фёдоровича. Сохранилась колокольня 1766 года. Во время Отечественной войны 1812 года монастырь пожертвовал средства на ополчение. В 1842 году в монастыре открыли приют и училище для бедных девиц духовного звания. На средства монастыря на территории Новоторжского уезда было открыто две церковно-приходские школы. После падения монархии монастырь был закрыт в 1920-е гг.

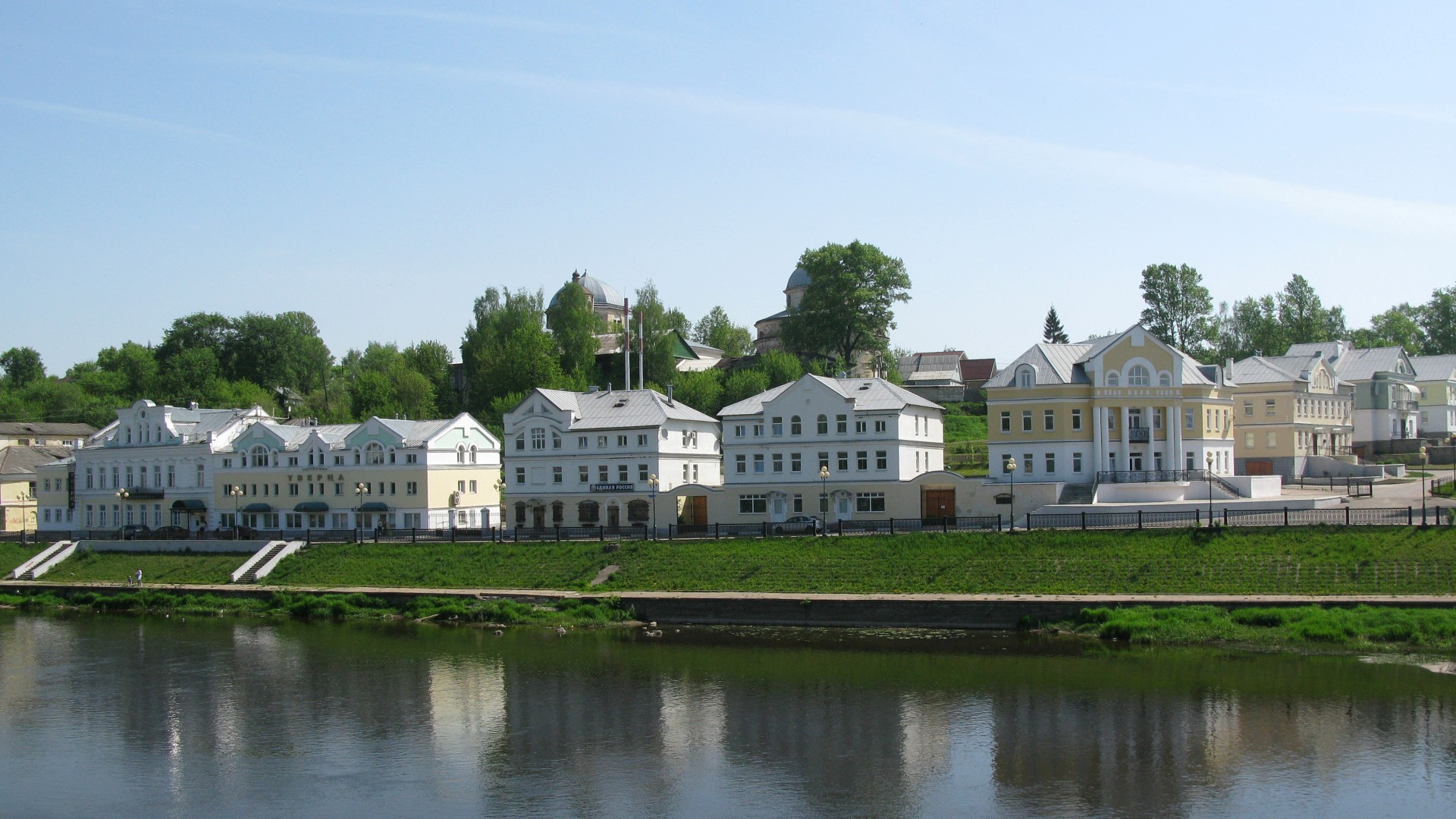
Вид на монастырские храмы с реки в 2014 г.

Кроме Воскресенского собора и колокольни, на территории монастыря сохранились Церковь усекновения головы Иоанна Предтечи постройки 1840 года (проект тверского архитектора Ивана Федоровича Львова), корпус игуменских келий 1824 года, корпус сестринских келий, часовня Нерукотворного Спаса — 1778 года и фрагменты стен XVIII века. Внешнее состояние зданий плохое и требует реставрации.
На 2021 год некоторые здания монастыря занимает швейная фабрика.